# Beukenspringkever
De beukenspringkever (Orchestes fagi, synoniem: Rhynchaenus fagi) is een kever uit de familie van de snuitkevers (Curculionidae). De kever leeft op beuken en kan massaal voorkomen. De kever vliegt van april tot september. Er komt één generatie per jaar voor.
De kever is 2-2,5 millimeter lang. Ze hebben een zwartbruine kleur en een fijne, grijze beharing. De poten en de antennen zijn rood. De achterpoten zijn bij de dij verdikt. De pootloze larve is wit en naar de buikzijde gekromd.
|                          |  |
|                          |  |
| Verschillende aanzichten |  |

Na de overwintering van de kever onder de bast van een beuk of in de grond gaat de kever van het jonge beukenblad vreten. Ook bladstelen worden aangevreten en er kan bladval optreden. De vrouwelijke kever zet daarna de eitjes af op de onderkant langs de middennerf van de bladeren. Tussen mei en juni vreet de larve een gang in de middennerf, van waaruit een mijn tussen de zijnerven wordt aangelegd. Aan het eind van de mijn verpopt de larve in een ronde cocon. Bij een sterke aantasting worden de bladeren bruin en lijkt de schade op late vorstschade. Bij sterke aantasting treedt een verminderde groei op.

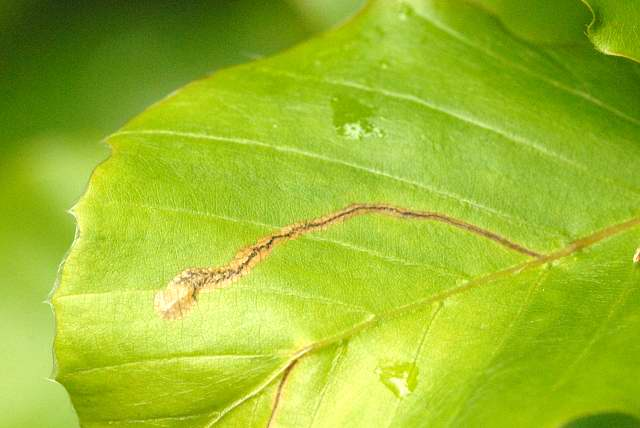
Mijngang